# 日內瓦天文台
日內瓦天文台（Observatoire de Genève）位於瑞士日內瓦州韋爾蘇瓦索韋爾尼的一座天文台。日內瓦天文台與洛桑聯邦理工學院的天文系共用建築，積極致力於發現系外行星、恆星光度測定、恆星演化建模，並參與了歐洲太空總署的依巴谷衛星、國際伽瑪射線天體物理實驗室、蓋亞任務、普朗克衛星任務 。
1995年，日內瓦天文台的兩位科學家米歇爾·麥耶和迪迪埃·奎洛茲利用法國上普羅旺斯天文台的1.9米望遠鏡採用徑向速度法發現的第一顆圍繞主序恆星運行的系外行星飛馬座51b，米歇爾·麥耶和迪迪埃·奎洛茲因此獲得了2019年諾貝爾物理學獎。
除了位於法國上普羅旺斯天文台（歸日內瓦天文台所有）的1公尺望遠鏡外，日內瓦天文台還經營1.2 公尺的萊昂哈德·歐拉望遠鏡。它與比利時列日大學合作，支援凌星行星及原行星小望遠鏡，這是一架專門用於觀測彗星和系外行星的0.6公尺望遠鏡。兩台望遠鏡（歐拉望遠鏡和 TRAPPIST 望遠鏡）均位於智利北部的歐洲南方天文台拉西拉天文台。2010年，特拉普斯特也參與了備受爭議的兩顆矮行星鬩神星和冥王星的大小比較。日內瓦天文台也參與了次世代凌星巡天，這是一項與英國、智利、德國的幾所大學進行的國際合作。位於智利帕拉納爾天文台的地面機器人系外行星搜索設施於2015年初開始科學運作。